# Kohei Tanaka
Kohei Tanaka (født 11. december 1985) er en tidligere japansk fodboldspiller.
Han har spillet for flere forskellige klubber i sin karriere, herunder Kashima Antlers og Vegalta Sendai.